# Weltmeisterschaften im Bogenschießen 1961
Die Weltmeisterschaften im Bogenschießen 1961 wurden vom 10. bis 13. August in der norwegischen Hauptstadt Oslo ausgetragen.

## Ergebnisse Recurvebogen
| Disziplin         | Gold                                                              | Silber                                                 | Bronze                                                             |
| ----------------- | ----------------------------------------------------------------- | ------------------------------------------------------ | ------------------------------------------------------------------ |
| Männer Einzel     | Joseph Thornton                                                   | Clayton Sherman                                        | Jorma Sandelin                                                     |
| Frauen Einzel     | Nancy Vonderheide                                                 | Larie Fowler                                           | Božena Deptová                                                     |
| Männer Mannschaft | Vereinigte Staaten William Bednar Joseph Thornton Clayton Sherman | Belgien René Boussu Henri Verhoeven Charles Sophie     | Finnland Jorma Sandelin Väinö Skarp Paavo Luoto                    |
| Frauen Mannschaft | Vereinigte Staaten Victoria Cook Nancy Vonderheide Grace Frye     | Großbritannien Larie Fowler June Heywood Shirley Lyons | Südafrikanische Union Anita Schlebusch Margaret Harriman D. Caknis |

## Medaillenspiegel
| Platz  | Land                  | Gold | Silber | Bronze | Gesamt |
| ------ | --------------------- | ---- | ------ | ------ | ------ |
| 1      | Vereinigte Staaten    | 4    | 1      | –      | 5      |
| 2      | Großbritannien        | –    | 2      | –      | 2      |
| 3      | Belgien               | –    | 1      | –      | 1      |
| 4      | Finnland              | –    | –      | 2      | 2      |
| 5      | Südafrikanische Union | –    | –      | 1      | 1      |
| 5      | Tschechoslowakei      | –    | –      | 1      | 1      |
| Gesamt | Gesamt                | 4    | 4      | 4      | 12     |